# Новомикільське (Курманський район)
Новомикі́льське (до 1945 року — Бек-Болатчи; крим. Bek Bolatçı) — село Курманського району Автономної Республіки Крим.

## Населення
Згідно з переписом УРСР 1989 року чисельність наявного населення села становила 897 осіб, з яких 428 чоловіків та 469 жінок.
За переписом населення України 2001 року в селі мешкала 491 особа.

### Мова
Розподіл населення за рідною мовою за даними перепису 2001 року:
| Мова              | Відсоток |
| ----------------- | -------- |
| кримськотатарська | 51,55 %  |
| російська         | 34,02 %  |
| українська        | 12,16 %  |
| білоруська        | 0,41 %   |
| інші              | 1,86 %   |